# Optog i Taastrup
|  | Denne artikel er oprettet af botten Steenthbot ud fra en ekstern database. Den kan derfor have sproglige fejl eller mangler. Denne skabelon kan fjernes efter kontrol af indholdet. |

Optog i Taastrup er en dansk dokumentarisk optagelse fra 1947.

## Handling
Optog på Taastrup Hovedgade i 1947. Måske i anledning af 100-året for Taastrup som stationsby. Optoget passerer bl.a. forbi den gamle købmandsgård Johan F. Hansen's Kolonial-, Korn og Foderstofforretning, hvor storcentret Taastrup Torv ligger i dag.